# 유전자풀
집단유전학에서 유전자풀(영어: gene pool) 또는 유전자급원(遺傳子給源)은 어떠한 생물 종이나 개체 속에 있는 고유의 대립형질의 총량을 말한다. 커다란 유전자풀은 상당한 유전적 다양성이 있음을 말해 주며 이는 치열한 선택 속에서 살아남을 수 있는 튼튼한 개체 수와 관련되어 있다. 그러나 낮은 유전적 다양성 (근친 교배, 개체 병목효과 참조)은 적응도를 떨어트리고 멸종 가능성을 높여 준다.
이 유전자풀이라는 용어는 1951년에 T.도브잔스키가 제창한 것으로, 유전자풀의 변화에 따라 생물이 진화하는 것으로 보고 있다. 최재천 교수는 '유전자군'이라는 번역명을 제안하였다.

## 진화를 가능하게하는 4가지 힘
돌연변이, 유전자 이동, 유전자 부동, 자연선택

## 같이 보기
- 생물다양성
- 보존 생물학
- 창시자 효과